# Гоенмельзен
Гоенмельзен (нім. Hohenmölsen) — місто в Німеччині, розташоване в землі Саксонія-Ангальт. Входить до складу району Бургенланд.
Площа — 75,31 км2. Населення становить 9405 ос. (станом на 31 грудня 2021).